# Vic Buckingham
Victor Frederick Buckingham est un footballeur et entraîneur anglais né le 23 octobre 1915 à Greenwich et mort le 26 janvier 1995 à Chichester. Il évoluait au poste de milieu de terrain.

## Biographie
Sa carrière d'entraîneur décolle avec le West Bromwich Albion Football Club. Il rate pour quatre points le « doublé » lors de la saison 1953-1954. Il rejoint alors l'Ajax Amsterdam où il remporte le championnat. Il rentre en Angleterre pour y entraîner Sheffield Wednesday. Ce retour au pays est cependant gâché par une affaire de corruption, bien que son innocence ait été clairement établie. Il retourne alors à l'Ajax, ou il lance en novembre 1964 un certain Johan Cruyff. Il est remplacé en janvier 1965 à la tête du club néerlandais par Rinus Michels. Il entraîne ensuite Fulham mais cela se traduit par un échec. Il rejoint alors le FC Barcelone dans l'indifférence. Pourtant il y gagne la Coupe du Roi et termine deuxième du championnat d'Espagne. Malade, il est remplacé par Rinus Michels, encore. Par la suite, il entraînera brièvement le Séville FC.
Il est surtout considéré comme un précurseur en matière de tactique et d'esprit d'équipe. Il s'est inspiré des préceptes de son ancien coéquipier à Tottenham, Arthur Rowe, devenu entraîneur des Spurs. Il enseignait le push and run, passer la balle et courir pour solliciter une passe, privant ainsi l'adversaire de ballon. Cette tactique qui demande une condition physique irréprochable, Buckingham, adepte du WM, va la parfaire. WBA, sous ses ordres, développe un jeu très spectaculaire et tourné vers l'offensive. Selon lui, il trouve, aux Pays-Bas, les joueurs prêts à accepter ses méthodes, axées sur la possession de balle, la vivacité et le redoublement de passes. En avance sur son temps, c'est son successeur à l'Ajax et au Barça, Rinus Michels qui gagnera les trophées dans ces clubs.

## Carrière de joueur
- 1932–1934 :  Tottenham Hotspur
- 1934–1935 :  Northfleet United FC
- 1935–1949 :  Tottenham Hotspur

## Carrière d'entraîneur
- Oxford University AFC
- Pegasus AFC  Angleterre
- 1951–1952 : Bradford Park Avenue AFC
- 02/1952–06/1959 : West Bromwich Albion
- 07/1959–05/1961 : Ajax Amsterdam
- 07/1961–04/1964 : Sheffield Wednesday FC
- 07/1964–01/1965 : Ajax Amsterdam
- 01/1965–01/1968 : Fulham FC
- 07/1968-12/1968 : Ethnikós Le Pirée
- 12/1969-06/1971 : FC Barcelone
- 03/1972–06/1972 : Séville FC
- 07/1973-06/1975 : Ethnikós Le Pirée
- 07/1975-01/1976 : Olympiakos
- 11/1979-03/1980 : AS Rhodes
- 07/1982-12/1982 : Enosis Neon Paralimni

## Palmarès
- Vainqueur de la Coupe d'Angleterre amateur en 1951.
- Vainqueur de la Coupe d'Angleterre en 1954.
- Champion des Pays-Bas en 1960.
- Vainqueur de la Coupe du Roi en 1971.